# Санта Марија Калвера (Матера)
Санта Марија Калвера (итал. Santa Maria Calvera) је насеље у Италији у округу Матера, региону Базиликата.
Према процени из 2011. у насељу је живело 9 становника. Насеље се налази на надморској висини од 273 м.